# Migliori prestazioni europee nel salto triplo
La lista delle migliori prestazioni europee nel salto triplo, aggiornata periodicamente dalla World Athletics, raccoglie i migliori risultati di tutti i tempi degli atleti europei nella specialità del salto triplo.

## Maschili outdoor

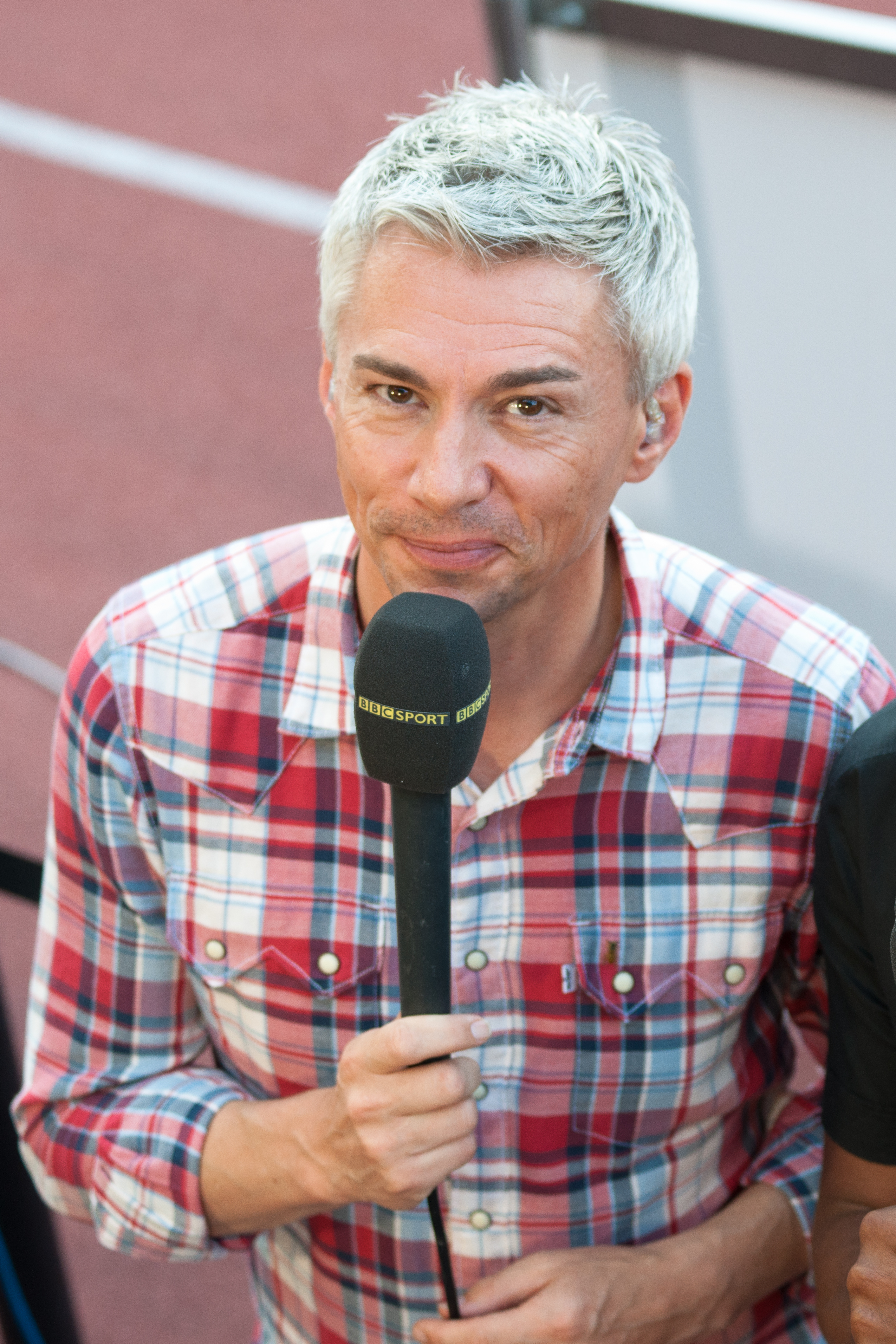
Jonathan Edwards, detentore del record europeo e mondiale del salto triplo

Statistiche aggiornate al 13 giugno 2022.
|     | Misura             | Atleta               | Luogo      | Data           |
| --- | ------------------ | -------------------- | ---------- | -------------- |
| 1.  | 18,29 m (+1,3 m/s) | Jonathan Edwards     | Göteborg   | 7 agosto 1995  |
| 2.  | 18,04 m (+0,3 m/s) | Teddy Tamgho         | Mosca      | 18 agosto 2013 |
| 3.  | 17,98 m (0,0 m/s)  | Pedro Pichardo       | Tokyo      | 5 agosto 2021  |
| 4.  | 17,92 m (+1,6 m/s) | Hristo Markov        | Roma       | 31 agosto 1987 |
| 5.  | 17,90 m (+1,0 m/s) | Volodimir Inozemtsev | Bratislava | 20 giugno 1990 |
| 6.  | 17,81 m (+1,0 m/s) | Marian Oprea         | Losanna    | 5 luglio 2005  |
| 6.  | 17,81 m (+0,1 m/s) | Phillips Idowu       | Barcellona | 29 luglio 2010 |
| 8.  | 17,79 m (+1,4 m/s) | Christian Olsson     | Atene      | 22 agosto 2004 |
| 8.  | 17,78 m (+1,0 m/s) | Mykola Musijenko     | Leningrado | 7 giugno 1986  |
| 10. | 17,77 m (+1,0 m/s) | Aleksandr Kovalenko  | Brjansk    | 18 luglio 1987 |

## Femminili outdoor

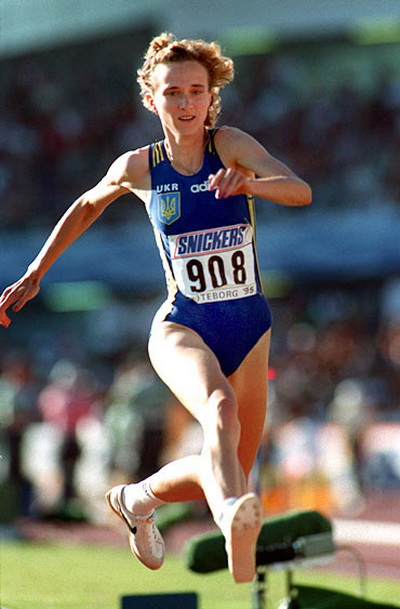
Inesa Kravec', primatista europea del salto triplo

Statistiche aggiornate al 13 giugno 2022.
|     | Misura             | Atleta             | Luogo     | Data              |
| --- | ------------------ | ------------------ | --------- | ----------------- |
| 1.  | 15,50 m (+0,9 m/s) | Inesa Kravec'      | Göteborg  | 10 agosto 1995    |
| 2.  | 15,34 m (-0,5 m/s) | Tat'jana Lebedeva  | Candia    | 4 luglio 2004     |
| 3.  | 15,32 m (+0,9 m/s) | Chrysopīgī Devetzī | Atene     | 21 agosto 2004    |
| 4.  | 15,20 m (0,0 m/s)  | Šárka Kašpárková   | Atene     | 4 agosto 1997     |
| 4.  | 15,20 m (-0,3 m/s) | Tereza Marinova    | Sydney    | 24 settembre 2000 |
| 6.  | 15,18 m (+0,3 m/s) | Iva Prandževa      | Göteborg  | 10 agosto 1995    |
| 7.  | 15,16 m (+0,1 m/s) | Rodica Mateescu    | Atene     | 4 agosto 1997     |
| 8.  | 15,15 m (+1,7 m/s) | Ashia Hansen       | Fukuoka   | 13 settembre 1997 |
| 9.  | 15,14 m (+1,9 m/s) | Nadezhda Alyokhina | Čeboksary | 26 luglio 2009    |
| 10. | 15,09 m (+0,5 m/s) | Anna Birjukova     | Stoccarda | 21 agosto 1993    |
| 10. | 15,09 m (-0,5 m/s) | Inna Lasovskaja    | Valencia  | 31 maggio 1997    |

## Maschili indoor

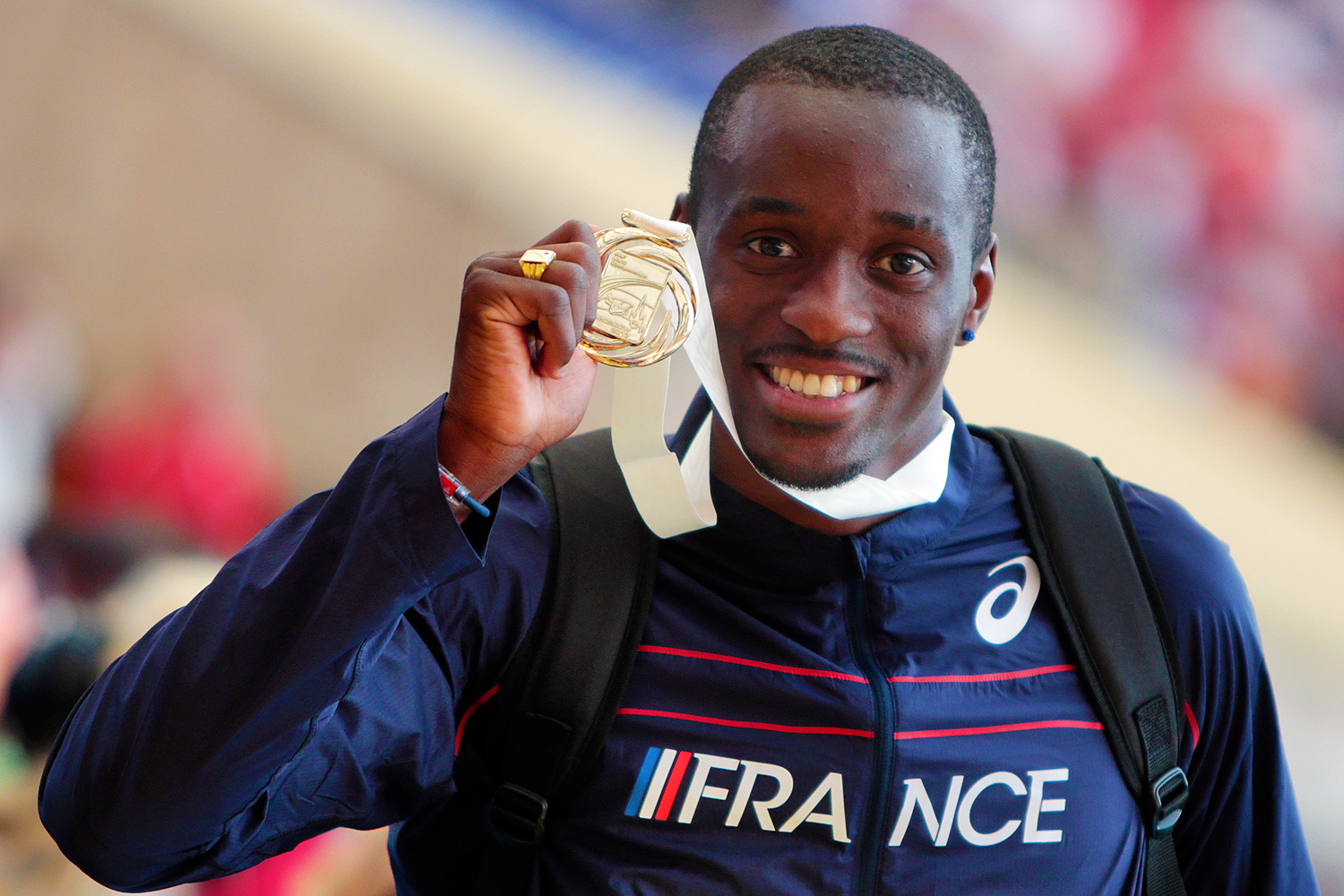
Teddy Tamgho, primatista europeo indoor del salto triplo

Statistiche aggiornate al 6 marzo 2023.
|     | Misura  | Atleta           | Luogo      | Data             |
| --- | ------- | ---------------- | ---------- | ---------------- |
| 1.  | 17,92 m | Teddy Tamgho     | Parigi     | 6 marzo 2011     |
| 2.  | 17,83 m | Christian Olsson | Budapest   | 7 marzo 2004     |
| 3.  | 17,77 m | Leonid Vološin   | Grenoble   | 6 febbraio 1994  |
| 4.  | 17,75 m | Phillips Idowu   | Valencia   | 9 marzo 2008     |
| 5.  | 17,74 m | Marian Oprea     | Bucarest   | 18 febbraio 2006 |
| 6.  | 17,73 m | Fabrizio Donato  | Parigi     | 6 marzo 2011     |
| 7.  | 17,70 m | Daniele Greco    | Göteborg   | 2 marzo 2013     |
| 8.  | 17,67 m | Oleg Protsenko   | Osaka      | 15 gennaio 1987  |
| 9.  | 17,64 m | Jonathan Edwards | Birmingham | 15 febbraio 1998 |
| 10. | 17,60 m | Pedro Pichardo   | Istanbul   | 3 marzo 2023     |

## Femminili indoor

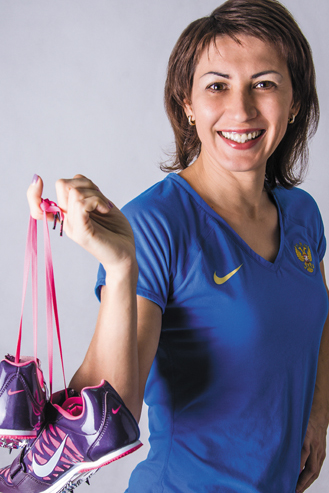
Tat'jana Lebedeva, detentrice del record europeo indoor del salto triplo

Statistiche aggiornate al 13 giugno 2022.
|     | Misura  | Atleta            | Luogo      | Data             |
| --- | ------- | ----------------- | ---------- | ---------------- |
| 1.  | 15,36 m | Tat'jana Lebedeva | Budapest   | 6 marzo 2004     |
| 2.  | 15,16 m | Ashia Hansen      | Valencia   | 28 febbraio 1998 |
| 3.  | 15,08 m | Marija Šestak     | Atene      | 13 febbraio 2008 |
| 4.  | 15,03 m | Iolanda Čen       | Barcellona | 11 marzo 1995    |
| 5.  | 15,01 m | Inna Lasovskaja   | Parigi     | 8 marzo 1997     |
| 6.  | 14,94 m | Iva Prandževa     | Maebashi   | 7 marzo 1999     |
| 6.  | 14,94 m | Cristina Nicolau  | Bucarest   | 5 febbraio 2000  |
| 6.  | 14,94 m | Oksana Udmurtova  | Tartu      | 20 febbraio 2008 |
| 9.  | 14,93 m | Anna Pjatych      | Mosca      | 11 marzo 2006    |
| 10. | 14,91 m | Rodica Mateescu   | Bucarest   | 28 febbraio 1997 |
| 10. | 14,91 m | Tereza Marinova   | Lisbona    | 11 marzo 2001    |